# Hypericum petiolulatum
Hypericum petiolulatum är en johannesörtsväxtart. Hypericum petiolulatum ingår i släktet johannesörter, och familjen johannesörtsväxter.

## Underarter
Arten delas in i följande underarter:
- H. p. petiolulatum
- H. p. yunnanense